# Mike Summerbee
Michael George „Mike“ Summerbee (* 15. Dezember 1942 in Preston) ist ein ehemaliger englischer Fußballspieler. Zumeist auf der rechten Seite als rechter Flügelspieler oder Außenstürmer eingesetzt, feierte er seine größten Erfolge mit Manchester City. Dabei gewann er 1968 die englische Meisterschaft, 1969 den FA Cup und 1970 den Ligapokal. Ebenso trug er 1970 zum Gewinn des Europapokals der Pokalsieger bei, wobei er im Finale jedoch verletzungsbedingt fehlte.

## Karriere

### Verein
Summerbee wurde zwar in nordwestenglischen Preston geboren, erlernte das Fußballspielen aber im über 250 Kilometer südlich gelegenen Cheltenham. Als Sohn des Profifußballers George Summerbee, der dort im Herbst seiner Laufbahn für Cheltenham Town als Spielertrainer aktiv war, spielte er in den Jugendmannschaften des Klubs, bevor er sich als 17-Jähriger dem Drittligisten Swindon Town anschloss. In Swindon absolvierte er in fünfeinhalb Jahren 218 Ligaspiele, in denen er wiederum 39 Tore schoss. Größter Erfolg war dabei der Aufstieg in die zweite Liga als Vizemeister. Dort traf er in seiner letzten Saison 1964/65 insgesamt 13 Mal und bei einem Auftritt an der Maine Road fiel er im Januar 1965 den Verantwortlichen von Manchester City auf. Swindon gewann die Partie mit 2:1 und dabei hatte Summerbee ein Tor erzielt. Als im August 1965 dann Citys Trainer Joe Mercer seinen Kader weitgehend erneuerte, wurde Summerbee zu dessen zweiter Neuverpflichtung. Manchester City galt als in der zweiten Liga als „schlafender Riese“. Die Ablösesumme von 35.000 Pfund war relativ gering und das Geschäft ging auch deshalb schnell über die Bühne, weil Summerbee dies forcierte, da er Mercer bereits als vormaligen Spitzenspieler des FC Everton und FC Arsenal bewundert hatte.
Nur ein Tag nach seinem Wechsel debütierte er anlässlich des ersten Spieltags der Saison 1965/66 für die „Citizens“ gegen den FC Middlesbrough. In den nächsten zehn Jahren war er fortan Stammspieler in Manchester. In seiner ersten Saison absolvierte er alle 52 Pflichtspiele, schoss dabei zehn Tore und war ein wichtiger Faktor der Mannschaft, die als Zweitligameister 1966 in die höchste englische Spielklasse aufstieg. In der First Division verhalf er dem Klub zunächst zum Klassenerhalt auf Rang 15 und im Jahr darauf zum überraschenden Gewinn der englischen Meisterschaft 1968. Summerbee, der zumeist auf dem rechten Flügel und gelegentlich als Mittelstürmer auflief, schoss in der Saison 1967/68 20 Tore in 49 Pflichtspielen. In der anschließenden Spielzeit 1968/69 siegte Summerbee mit Manchester City im FA Cup und beim 1:0 im Finale gegen Leicester City bereitete er auf der rechten Seite das entscheidende Tor von Neil Young vor. Im Jahr darauf fügte Manchester City mit dem Ligapokal und vor allem dem Europapokal der Pokalsieger zwei weitere Trophäen der Sammlung hinzu. Dabei hatte Summerbee im Rückspiel des Ligapokalhalbfinals (Hinspiel: 2:1) den entscheidenden 2:2-Ausgleich zum Weiterkommen besorgt – per „Abstauber“ nach einem Freistoß von Francis Lee. Beim späteren Endspielerfolg gegen West Bromwich Albion brach er sich jedoch das Bein und so musste er beim 2:1-Finalsieg gegen Górnik Zabrze im europäischen Pokalsiegerwettbewerb wenige Wochen später aussetzen. 
Rechtzeitig zum Auftakt der Saison 1970/71 kehrte Summerbee gegen den FC Southampton in die Startformation zurück, aber nach einem angeblichen Kopfstoß gegen Dave Walker kurz vor Ende wurde er des Feldes verwiesen. Insgesamt verlief die Runde enttäuschend und neben dem elften Platz in der Meisterschaft waren auch die heimischen Pokalwettbewerbe frühzeitig beendet. Lediglich bei der Verteidigung des Europapokals der Pokalsieger gelangte Summerbee mit Manchester ins Halbfinale, das im englischen Duell gegen den FC Chelsea mit zwei 0:1-Niederlagen verloren ging. Die Gründe des Niedergangs lagen gleichsam in den Streitigkeiten in der Vereinsführung und in der langen Verletztenliste. Auch Summerbee hatte sich Ende Januar 1971 beim 0:2 gegen Leeds United einen Knochen im Fuß gebrochen; im März war dann seine Saison endgültig beendet, nachdem er sich eine Fraktur im linken Bein zugezogen hatte. Das Pech setzte sich zu Beginn der Saison 1971/72 fort, aber eine aus dem 0:1 gegen Leeds erlittene Leistenverletzung war schnell ausgeheilt und Summerbee war für den weiteren Verlauf der Spielzeit zumeist wieder einsatzfähig. In der Saison 1972/73 absolvierte Summer 46 Pflichtspieleinsätze. Sein Anforderungsprofil hatte sich dabei mittlerweile verändert. War er zuvor noch häufig selbst als Torschütze in Erscheinung getreten, so war ihm nun deutlich die Rolle des Vorbereiters zugewiesen. Untermauert wurde dies durch gerade einmal zwei Ligatreffer. Obwohl Summerbee mittlerweile 30 Jahre alt war, nicht von Verletzungen frei blieb und auch physisch anspruchsvoll agierte, war er in der Spielzeit 1973/74 in 53 Pflichtpartien vertreten. Dazu zählte die Finalteilnahme im Ligapokal, wobei er mit der 1:2-Niederlage gegen die Wolverhampton Wanderers seine letzte Chance zu einem Titelgewinn verpasste. Die Spielzeit 1974/95 war Summerbees letzte als Spieler an der Maine Road. Am Ende hatte er 452 Spiele für Manchester City bestritten und dabei 66 Tore geschossen. Er wechselte daraufhin im Juli 1975 für 25.000 Pfund zum Erstligakonkurrenten FC Burnley.
In Burnley stieg Summerbee als Tabellenvorletzter aus der englischen Eliteklasse ab. Im Dezember 1976 heuerte er innerhalb der zweiten Liga kurzzeitig beim FC Blackpool an, kam dort jedoch nur in drei Ligaspielen zum Einsatz. Er ließ die Profikarriere ab 1977 in der vierthöchsten Spielklasse bei Stockport County ausklingen und in der Saison 1978/79 diente er dem Klub gleichzeitig als Spielertrainer. Seinem alten Klub Manchester City blieb er in späteren Jahren weiter erhalten. Sein Sohn Nicky wurde später ebenfalls Profispieler, womit sich die diesbezügliche Tradition bereits in die dritte Generation fortpflanzte.

### Nationalmannschaft
Summerbee war auf dem rechten Flügel einer der spektakulärsten englischen Spieler seiner Zeit. Dennoch absolvierte er nur acht Länderspiele in der englischen A-Nationalmannschaft. Dies lag daran, dass der Nationaltrainer Alf Ramsey den traditionellen Außenstürmer in seinen Formationen wenig schätzte. Nur in experimentellen Aufstellungen kam Summerbee im Zeitraum von mehr als fünf Jahren sporadisch zum Einsatz. Er debütierte am 24. Februar 1968 im Hampden Park gegen Schottland (1:1). Anschließend absolvierte er mit den „Three Lions“ das Viertelfinalhinspiel im Rahmen des Europameisterschaftsturniers 1968 gegen Spanien (1:0), war dann jedoch in der Endrunde in Italien, als England im Halbfinale ausschied, nicht mehr vertreten.
Drei Jahre lang berücksichtigte Ramsey Summerbee danach nicht mehr. Bei seinem Comeback am 10. November 1971 schoss er gegen die Schweiz (1:1) nach sieben Minuten sein erstes und letztlich einziges Länderspieltor für England. Es folgten im Mai 1972 drei Länderspiele in Serie. Darunter war das Aus im Viertelfinale bei der Europameisterschaft 1972 gegen Deutschland in Berlin und zuletzt eine bittere 0:1-Heimniederlage im heimischen Wembley-Stadion gegen das „kleine“ Nordirland. Summerbees letzter Einsatz für England fand am 10. Juni 1973 per Einwechslung gegen die Sowjetunion in Moskau statt.

## Erfolge
- Europapokal der Pokalsieger (1): 1970 (ohne Finaleinsatz)
- Englische Meisterschaft (1): 1968
- Englischer Pokal (1): 1969
- Englischer Ligapokal (1): 1970
- Charity Shield (2): 1968, 1972